# Селисок
Селисок (укр. Селісок) — село в Любешовской поселковой общине Камень-Каширского района Волынской области Украины.
До 2020 года входило в Любешовский район.
Код КОАТУУ — 0723186105. Население по переписи 2001 года составляет 295 человек. Почтовый индекс — 44215. Телефонный код — 3362. Занимает площадь 10,02 км².